# Skidegate
Skidegate är en ort i Kanada.   Den ligger i North Coast Regional District och provinsen British Columbia, i den sydvästra delen av landet, 4 100 km väster om huvudstaden Ottawa. Skidegate ligger 11 meter över havet och antalet invånare är 781.
Terrängen runt Skidegate är kuperad åt sydväst, men åt nordost är den platt. Havet är nära Skidegate åt sydost. Trakten runt Skidegate är nära nog obefolkad, med mindre än två invånare per kvadratkilometer.. Närmaste större samhälle är Queen Charlotte, 6,6 km väster om Skidegate. 